# Minorité roumaine de Hongrie
La minorité roumaine de Hongrie (en hongrois : Magyarországi román kisebbség ; en roumain : Minoritatea românească din Ungaria) désigne une minorité nationale reconnue officiellement par la loi hongroise sur les minorités nationales et ethniques. Elle dispose d'une réalité statistique lors des recensements de population et d'une réalité juridique à travers les collectivités des minorités (kisebbségi önkormányzat) qui disposent de compétences particulières pour fixer le calendrier de leurs fêtes et célébrations, contribuer à la préservation de leurs traditions et participer à l'éducation publique. Ces collectivités particulières peuvent ainsi gérer des théâtres publics, des bibliothèques, des institutions scientifiques et artistiques, attribuer des bourses d'études et dispenser de services en direction de leur communauté (aides juridiques notamment).

## Histoire
La minorité roumaine de l'actuelle Hongrie a la même histoire que la communauté roumanophone de Transylvanie, à ceci près qu'en 1918, lorsque la commission internationale où s'activait Emmanuel de Martonne a tracé la nouvelle frontière entre la Hongrie et la Roumanie, elle est restée sous souveraineté hongroise. De ce fait, tous ses membres sont bilingues.
L'origine de ces roumanophones est sujette à des controverses qui affectent les sciences historiques, humaines et linguistiques, mais découlent du champ politique moderne (XIXe siècle). La « diète documentaire » concernant les années 271-1100 permet beaucoup d'hypothèses et ne facilite pas l'accord entre les historiens hongrois et roumains. Pour les historiens hongrois, les roumanophones de Hongrie sont venus au XVIIIe siècle des montagnes de Transylvanie, dans le cadre du passage de la transhumance et du pastoralisme à la sédentarisation ; en Transylvanie même, leurs ancêtres, venus des Balkans, s'étaient installés au XIIIe siècle à l'appel des rois de Hongrie. Pour les historiens roumains, les roumains de Transylvanie et de Hongrie descendent directement des populations antiques (Agathyrses, Daces, Iazyges), romanisées sur place au IIIe siècle et passées ultérieurement, avec les slaves arrivés au VIe siècle, sous les dominations successives des Avars, des Bulgares et des Magyars,.
En 1881, dans les territoires de la Hongrie actuelle, les Roumains constituaient le groupe ethnique le plus important des villes de Bedő, Csengerújfalu, Kétegyháza, Körösszakál, Magyarcsanád, Méhkerék, Mezőpeterd, Pusztaottlaka et Vekerd. Des communautés importantes vivaient à Battonya, Elek, Körösszegapáti, Létavértes, Nyíradony, Pocsaj, Sarkadkeresztúr et Zsáka.
Quoi qu'il en soit, ces controverses n'affectent pas la vie quotidienne des populations, et, avant comme après l'entrée en vigueur, le 1er janvier 2012, de sa nouvelle Constitution, la Hongrie actuelle a « soigné » sa modeste minorité roumaine, attendant la réciprocité pour son importante minorité hongroise de Roumanie, qui compte plus de 1,2 million de personnes.

## Institutions minoritaires

### Institutions religieuses
La branche hongroise du Église orthodoxe roumaine est l'évêché orthodoxe roumain de Hongrie.